# Канефер (жрець Птаха)
Канефер (XXV ст. до н. е. ) — давньоєгипетський державний діяч, верховний жрець Птаха часів фараона Сахури.

## Життєпис
Походив зі впливової родини Нижнього Єгипту. За фараона Сахури з V династії стає одним з верховним жерців Птаха. Обіймав також посаду наглядача над майстрами. Його зображення разом з дружиною та сином міститься в Музеї мистецтв ім.Кімберла у Форт-Ворті. 
Канефера поховано в Саккарі. 

## Родина
Тжентеті, фараона
Діти:
- Кхуіптах, верховний жрець Птаха